# International Society for Plant Pathology
International Society for Plant Pathology (ISPP) – międzynarodowe stowarzyszenie fitopatologiczne.
ISPP zostało założone w 1966 roku. W 1970 liczyło 270 członków i zaczęło wydawać newsletter International Newsletter on Plant Pathology. W 1998 powołało specjalną jednostkę Task Force on Global Food Security, zajmującą się problematyką uprawy roślin jadalnych. Od marca 2009 wydawane jest co kwartał czasopismo naukowe Food Security. 
ISPP jest członkiem International Union of Biological Sciences oraz International Union of Microbiological Sciences. Działa we współpracy z Food and Agriculture Organization przy ONZ. Organizacjami stowarzyszonymi z ISPP są:
- American Phytopathological Society
- Arab Society for Plant Protection
- Argentine Crop Protection Association
- Asian Association of  Societies for Plant Pathology
- Australasian Plant Pathology Society
- Bangladesh Phytopathological Society
- Belgian Society for Crop Protection
- Brazilian Society for Plant Pathology
- British Society for Plant Pathology
- Canadian Phytopathological Society
- Caribbean Society for Plant Protection
- Chilean Society for Phytopathology
- Chinese Society for Plant Pathology
- China Taiwan Phytopathological Society
- Colombian Association for Phytopathology
- Czech Society for Plant Pathology
- Danish Society for Plant Diseases and Pests
- Ethiopian Crop Protection Society
- Egyptian Phytopathological Society
- European Foundation for Plant Pathology
- Finnish Plant Protection Society
- French Society for Phytopathology
- German Society for Plant Protection and Plant Health
- Greek Phytopathological Society
- Hungarian Society for Plant Pathology
- Indian Phytopathological Society
- Indian Society of Mycology and Plant Pathology
- Indonesian Phytopathological Society
- Irish Society of Plant Pathologists
- Iranian Phytopathological Society
- Israeli Phytopathological Society
- Italian Association for Plant Protection
- Italian Phytopathological Society
- Japanese Phytopathological Society
- Kenyan Plant Pathology Society
- Korean Society of Plant Pathology
- Kyrgyz Society for Plant Pathology
- Latin American Association for Phytopathology
- Moroccan Association for Plant Protection
- Malaysian Plant Protection Society
- Mediterranean Phytopathological Union
- Mexican Society for Phytopathology
- Netherlands Society of Plant Pathology
- Nigerian Society for Plant Protection
- Norwegian Society for Plant Pathology
- Pakistan Phytopathological Society
- Peruvian Association for Phytopathology
- Philippine Phytopathological Society
- Polish Phytopathological Society
- Portuguese Phytopathological Society
- Quebec Society for the Protection of Plants
- Russian Phytopathological Society
- Singaporean Plant Protection Society
- Spanish Society for Phytopathology
- Southern African Society for Plant Pathology
- Sudanese Society for Plant Pathology
- Swedish Society of Biopathology
- Swiss Society for Phytiatry
- Sri Lanka Association for Mycology and Plant Pathology
- Thai Phytopathological Society
- Venezuelan Society for Phytopathology